# 里奧坦博區

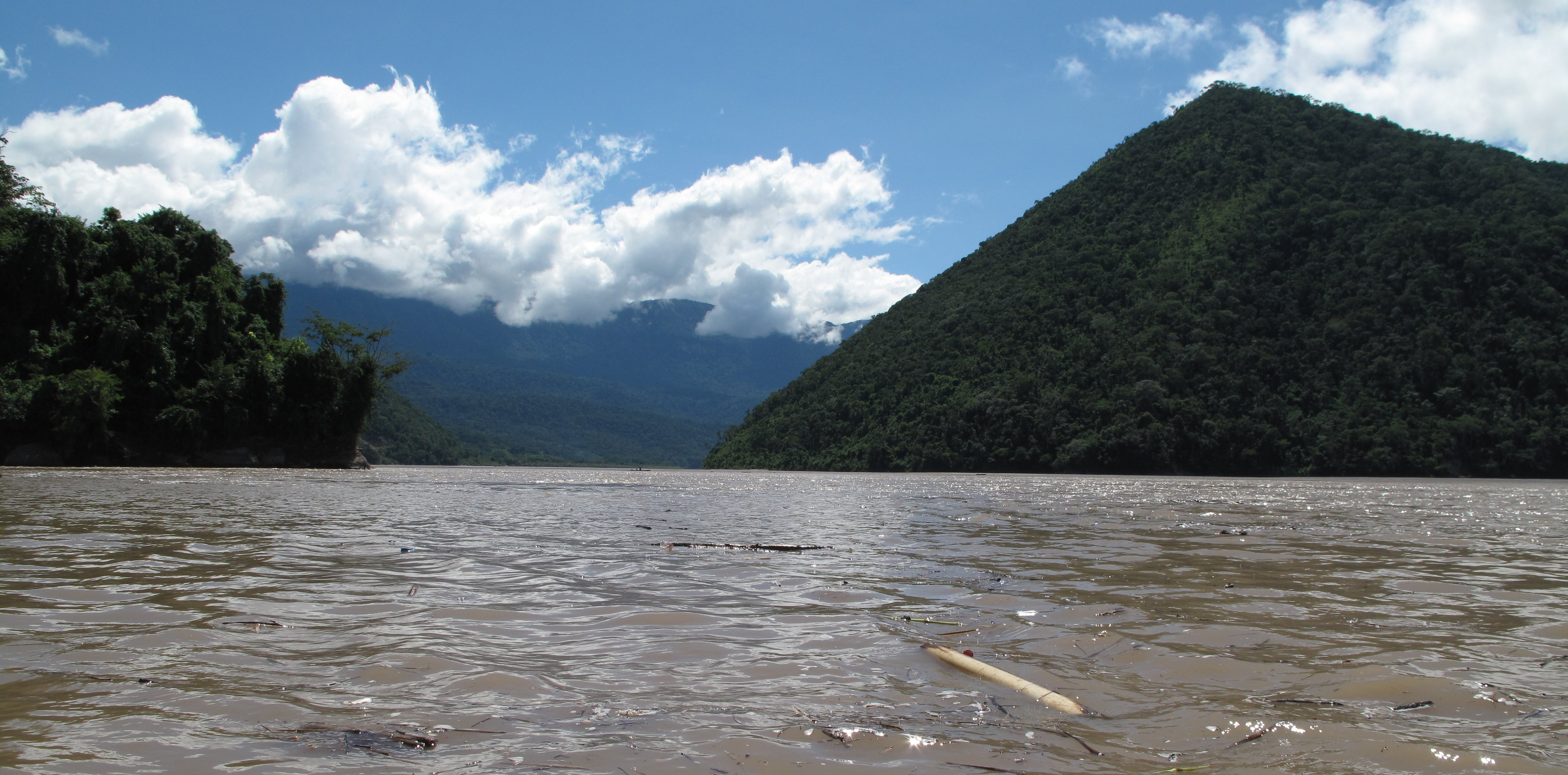

里奧坦博區（西班牙語：Distrito de Río Tambo），是秘魯的一個區，位於該國中部胡寧大區的薩蒂波省，始建於1943年1月29日，面積10,349.9平方公里，海拔高度275米，2005年人口27,793，人口密度每平方公里2.7人。